# Molophilus heliscus
Molophilus heliscus är en tvåvingeart som beskrevs av Alexander 1969. Molophilus heliscus ingår i släktet Molophilus och familjen småharkrankar. Inga underarter finns listade i Catalogue of Life.